# Дієго Сімеоне
Діє́го Пáбло Сімео́не (ісп. Diego Pablo Simeone, нар. 28 квітня 1970, Буенос-Айрес) — аргентинський футболіст, півзахисник. По завершенні ігрової кар'єри — футбольний тренер. З 2011 року очолює тренерський штаб команди «Атлетіко».

## Клубна кар'єра
У дорослому футболі дебютував 1987 року виступами за команду клубу «Велес Сарсфілд», в якій провів три сезони, взявши участь у 76 матчах чемпіонату.
Згодом з 1990 по 1999 рік грав у складі команд клубів «Піза», «Севілья», «Атлетіко» та «Інтернаціонале». Протягом цих років виборов титул чемпіона Іспанії, ставав володарем Кубка Іспанії з футболу, володарем Кубка УЄФА, володарем Суперкубка УЄФА.
Своєю грою за останню команду привернув увагу представників тренерського штабу клубу «Лаціо», до складу якого приєднався 1999 року. Відіграв за «біло-блакитних» наступні чотири сезони своєї ігрової кар'єри. Більшість часу, проведеного у складі «Лаціо», був основним гравцем команди. За цей час додав до переліку своїх трофеїв титул чемпіона Італії, ставав володарем Кубка Італії, володарем Суперкубка Італії з футболу.
Протягом 2003—2005 років знову захищав кольори команди клубу «Атлетіко».
Завершив професійну ігрову кар'єру у клубі «Расинг» (Авельянеда), за команду якого виступав протягом 2005—2006 років.

## Виступи за збірну
У 1988 році дебютував в офіційних матчах у складі національної збірної Аргентини. Протягом кар'єри у національній команді, яка тривала 15 років, провів у формі головної команди країни 106 матчів, забивши 11 голів.
У складі збірної був учасником чемпіонату світу 1994 року у США, чемпіонату світу 1998 року у Франції, чемпіонату світу 2002 року в Японії і Південній Кореї, розіграшу Кубка Конфедерацій 1992 року у Саудівській Аравії, здобувши того року титул переможця турніру, розіграшу Кубка Америки 1991 року у Чилі, здобувши того року титул континентального чемпіона, розіграшу Кубка Америки 1993 року в Еквадорі, захистивши титул континентального чемпіона, розіграшу Кубка Америки 1995 року в Уругваї, розіграшу Кубка Америки 1999 року у Прагваї.

## Кар'єра тренера
Розпочав тренерську кар'єру відразу ж по завершенні кар'єри гравця, 2006 року, очоливши тренерський штаб клубу «Расинг» (Авельянеда).
В подальшому очолював команди клубів «Естудьянтес», «Рівер Плейт», «Сан-Лоренсо» та «Катанія».
З 2011 року очолює тренерський штаб команди «Атлетіко», з яким дійшов до фіналу Ліги Чемпіонів 2013-14 та 2015-16 і виграв Ла Лігу 2013-14 і 2020-2021.
28 листопада 2023 року в грі проти «Феєнорда» провів свій 100-й матч у Лізі чемпіонів на чолі «Атлетіко» і став лише 3-м тренером, який досяг цієї позначки з одним клубом. До Сімеоне це досягнення вдавалося лише Алексу Фергюсону в «Манчестер Юнайтед» (190 матчів у ЛЧ) і Арсену Венгеру в «Арсеналі» (177 матчів).

## Особисте життя
Одружений з Кароліною Бальдіні, від якої має сина Джованні Сімеоне, також футболіста. Також у нього є два менших сини Джуліано і Джанлука.
Має прізвисько Ель-Чоло (ісп. El Cholo, укр. індіанець).
| Дата       | Місто                      | Господарі         | Результат               | Гості                | Турнір                           | Голи | Примітки |
| ---------- | -------------------------- | ----------------- | ----------------------- | -------------------- | -------------------------------- | ---- | -------- |
| 14-7-1988  | Сідней                     | Австралія         | 4 – 1                   | Аргентина            | товариський матч                 | -    |          |
| 16-7-1988  | Канберра                   | Аргентина         | 2 – 0                   | Саудівська Аравія    | товариський матч                 | 1    |          |
| 9-3-1989   | Барранкілья                | Колумбія          | 1 – 0                   | Аргентина            | товариський матч                 | -    |          |
| 13-4-1989  | Гуаякіль                   | Еквадор           | 2 – 2                   | Аргентина            | товариський матч                 | -    |          |
| 20-4-1989  | Сантьяго                   | Чилі              | 1 – 1                   | Аргентина            | товариський матч                 | -    |          |
| 17-1-1990  | Лос-Анджелес               | Аргентина         | 0 – 2                   | Мексика              | товариський матч                 | -    |          |
| 23-5-1991  | Манчестер                  | Аргентина         | 1 – 1                   | СРСР                 | товариський матч                 | -    |          |
| 25-5-1991  | Лондон                     | Англія            | 2 – 2                   | Аргентина            | товариський матч                 | -    |          |
| 27-6-1991  | Куритиба                   | Бразилія          | 1 – 1                   | Аргентина            | товариський матч                 | -    |          |
| 8-7-1991   | Сантьяго                   | Аргентина         | 3 – 0                   | Венесуела            | Кубок Америки 1991 - 1-й етап    | -    |          |
| 10-7-1991  | Сантьяго                   | Чилі              | 0 – 1                   | Аргентина            | Кубок Америки 1991 - 1-й етап    | -    |          |
| 12-7-1991  | Консепсьйон                | Аргентина         | 4 – 1                   | Парагвай             | Кубок Америки 1991 - 1-й етап    | 1    |          |
| 17-7-1991  | Сантьяго                   | Аргентина         | 3 – 2                   | Бразилія             | Кубок Америки 1991               | -    |          |
| 19-7-1991  | Сантьяго                   | Чилі              | 0 – 0                   | Аргентина            | Кубок Америки 1991               | -    |          |
| 21-7-1991  | Сантьяго                   | Аргентина         | 2 – 1                   | Колумбія             | Кубок Америки 1991               | 1    |          |
| 16-10-1992 | Ер-Ріяд                    | Аргентина         | 4 – 0                   | Кот-д'Івуар          | Кубок Короля Фахда 1992          | -    |          |
| 20-10-1992 | Ер-Ріяд                    | Саудівська Аравія | 1 – 3                   | Аргентина            | Кубок Короля Фахда 1992          | 1    |          |
| 26-11-1992 | Буенос-Айрес               | Аргентина         | 2 – 0                   | Польща               | товариський матч                 | -    |          |
| 18-2-1993  | Буенос-Айрес               | Аргентина         | 1 – 1                   | Бразилія             | товариський матч                 | -    |          |
| 24-2-1993  | Мар-дель-Плата             | Аргентина         | 1 – 1 (5-4 п.п.)        | Данія                | Кубок Артеміо Франкі             | -    |          |
| 20-6-1993  | Гуаякіль                   | Аргентина         | 1 – 1                   | Мексика              | Кубок Америки 1993 - 1-й етап    | -    |          |
| 23-6-1993  | Гуаякіль                   | Аргентина         | 1 – 1                   | Колумбія             | Кубок Америки 1993 - 1-й етап    | 1    |          |
| 27-6-1993  | Гуаякіль                   | Аргентина         | 1 – 1 д.ч. (6 - 5 п.п.) | Бразилія             | Кубок Америки 1993 - чвертьфінал | -    |          |
| 1-7-1993   | Гуаякіль                   | Аргентина         | 0 – 0 д.ч. (6 - 5 п.п.) | Колумбія             | Кубок Америки 1993 - півфінал    | -    |          |
| 4-7-1993   | Гуаякіль                   | Аргентина         | 2 – 1                   | Мексика              | Кубок Америки 1993 - Фінал       | -    |          |
| 1-8-1993   | Ліма                       | Перу              | 0 – 1                   | Аргентина            | Відбір до ЧС 1994                | -    |          |
| 8-8-1993   | Асунсьйон                  | Парагвай          | 1 – 3                   | Аргентина            | Відбір до ЧС 1994                | -    |          |
| 15-8-1993  | Барранкілья                | Колумбія          | 2 – 1                   | Аргентина            | Відбір до ЧС 1994                | -    |          |
| 29-8-1993  | Буенос-Айрес               | Аргентина         | 0 – 0                   | Парагвай             | Відбір до ЧС 1994                | -    |          |
| 5-9-1993   | Буенос-Айрес               | Аргентина         | 0 – 5                   | Колумбія             | Відбір до ЧС 1994                | -    |          |
| 17-11-1993 | Буенос-Айрес               | Аргентина         | 1 – 0                   | Австралія            | Відбір до ЧС 1994                | -    |          |
| 23-3-1994  | Ресіфі                     | Бразилія          | 2 – 0                   | Аргентина            | товариський матч                 | -    |          |
| 20-4-1994  | Сальта (місто)             | Аргентина         | 3 – 1                   | Марокко              | товариський матч                 | -    |          |
| 18-5-1994  | Сантьяго                   | Чилі              | 3 – 3                   | Аргентина            | товариський матч                 | -    |          |
| 25-5-1994  | Гуаякіль                   | Еквадор           | 1 – 0                   | Аргентина            | товариський матч                 | -    |          |
| 31-5-1994  | Тель-Авів                  | Ізраїль           | 0 – 3                   | Аргентина            | товариський матч                 | -    |          |
| 4-6-1994   | Загреб                     | Хорватія          | 0 – 0                   | Аргентина            | товариський матч                 | -    |          |
| 21-6-1994  | Бостон                     | Аргентина         | 4 – 0                   | Греція               | ЧС 1994 - 1-й етап               | -    |          |
| 25-6-1994  | Бостон                     | Аргентина         | 2 – 1                   | Нігерія              | ЧС 1994 - 1-й етап               | -    |          |
| 30-6-1994  | Даллас                     | Аргентина         | 0 – 2                   | Болгарія             | ЧС 1994 - 1-й етап               | -    |          |
| 3-7-1994   | Пасадена (Каліфорнія)      | Румунія           | 3 – 2                   | Аргентина            | ЧС 1994 - 1/8 фіналу             | -    |          |
| 22-6-1995  | Мендоса                    | Аргентина         | 6 – 0                   | Словаччина           | товариський матч                 | 1    |          |
| 30-6-1995  | Кільмес                    | Аргентина         | 2 – 0                   | Австралія            | товариський матч                 | -    |          |
| 8-7-1995   | Пайсанду                   | Аргентина         | 2 – 1                   | Болівія              | Кубок Америки 1995 - 1-й етап    | -    |          |
| 11-7-1995  | Пайсанду                   | Аргентина         | 4 – 0                   | Чилі                 | Кубок Америки 1995 - 1-й етап    | 1    |          |
| 14-7-1995  | Пайсанду                   | США               | 3 – 0                   | Аргентина            | Кубок Америки 1995 - 1-й етап    | -    |          |
| 17-7-1995  | Ривера                     | Бразилія          | 2 – 2 д.ч. (4 - 2 п.п.) | Аргентина            | Кубок Америки 1995 - чвертьфінал | -    |          |
| 20-9-1995  | Мадрид                     | Іспанія           | 2 – 1                   | Аргентина            | товариський матч                 | -    |          |
| 8-11-1995  | Буенос-Айрес               | Аргентина         | 0 – 1                   | Бразилія             | товариський матч                 | -    |          |
| 24-4-1996  | Буенос-Айрес               | Аргентина         | 3 – 1                   | Болівія              | Відбір до ЧС 1998                | -    |          |
| 2-6-1996   | Кіто                       | Еквадор           | 2 – 0                   | Аргентина            | Відбір до ЧС 1998                | -    |          |
| 20-6-1996  | Сан-Мігель-де-Тукуман      | Аргентина         | 2 – 0                   | Польща               | товариський матч                 | 1    |          |
| 7-7-1996   | Ліма                       | Перу              | 0 – 0                   | Аргентина            | Відбір до ЧС 1998                | -    |          |
| 9-10-1996  | Сан-Кристобаль (Венесуела) | Венесуела         | 2 – 5                   | Аргентина            | Відбір до ЧС 1998                | 1    |          |
| 28-12-1996 | Мар-дель-Плата             | Аргентина         | 2 – 3                   | Югославія            | товариський матч                 | -    |          |
| 12-1-1997  | Монтевідео                 | Уругвай           | 0 – 0                   | Аргентина            | Відбір до ЧС 1998                | -    |          |
| 12-2-1997  | Барранкілья                | Колумбія          | 0 – 1                   | Аргентина            | Відбір до ЧС 1998                | -    |          |
| 30-4-1997  | Буенос-Айрес               | Аргентина         | 2 – 1                   | Еквадор              | Відбір до ЧС 1998                | -    |          |
| 8-6-1997   | Буенос-Айрес               | Аргентина         | 2 – 0                   | Перу                 | Відбір до ЧС 1998                | 1    |          |
| 6-7-1997   | Асунсьйон                  | Парагвай          | 1 – 2                   | Аргентина            | Відбір до ЧС 1998                | -    |          |
| 20-7-1997  | Буенос-Айрес               | Аргентина         | 2 – 0                   | Венесуела            | Відбір до ЧС 1998                | -    |          |
| 10-9-1997  | Сантьяго                   | Чилі              | 1 – 2                   | Аргентина            | Відбір до ЧС 1998                | -    |          |
| 12-10-1997 | Буенос-Айрес               | Аргентина         | 0 – 0                   | Уругвай              | Відбір до ЧС 1998                | -    |          |
| 16-11-1997 | Буенос-Айрес               | Аргентина         | 1 – 1                   | Колумбія             | Відбір до ЧС 1998                | -    |          |
| 19-2-1998  | Мендоса                    | Аргентина         | 2 – 1                   | Румунія              | товариський матч                 | -    |          |
| 24-2-1998  | Мар-дель-Плата             | Аргентина         | 3 – 1                   | Югославія            | товариський матч                 | -    |          |
| 22-4-1998  | Дублін                     | Ірландія          | 0 – 2                   | Аргентина            | товариський матч                 | -    |          |
| 29-4-1998  | Ріо-де-Жанейро             | Бразилія          | 0 – 1                   | Аргентина            | товариський матч                 | -    |          |
| 14-5-1998  | Кордова                    | Аргентина         | 5 – 0                   | Боснія і Герцеговина | товариський матч                 | -    |          |
| 19-5-1998  | Мендоса                    | Аргентина         | 1 – 0                   | Чилі                 | товариський матч                 | -    |          |
| 25-5-1998  | Буенос-Айрес               | Аргентина         | 2 – 0                   | ПАР                  | товариський матч                 | -    |          |
| 14-6-1998  | Тулуза                     | Аргентина         | 1 – 0                   | Японія               | ЧС 1998 - 1-й етап               | -    |          |
| 21-6-1998  | Париж                      | Аргентина         | 5 – 0                   | Ямайка               | ЧС 1998 - 1-й етап               | -    |          |
| 26-6-1998  | Бордо                      | Аргентина         | 1 – 0                   | Хорватія             | ЧС 1998 - 1-й етап               | -    |          |
| 30-6-1998  | Сент-Етьєн                 | Аргентина         | 2 – 2 д.ч. (4 - 3 п.п.) | Англія               | ЧС 1998 - 1/8 фіналу             | -    |          |
| 4-7-1998   | Марсель                    | Нідерланди        | 2 – 1                   | Аргентина            | ЧС 1998 - чвертьфінал            | -    |          |
| 9-6-1999   | Чикаго                     | Аргентина         | 2 – 2                   | Мексика              | товариський матч                 | -    |          |
| 13-6-1999  | Вашингтон                  | США               | 1 – 0                   | Аргентина            | товариський матч                 | -    |          |
| 26-6-1999  | Буенос-Айрес               | Аргентина         | 0 – 0                   | Литва                | товариський матч                 | -    |          |
| 1-7-1999   | Луке                       | Аргентина         | 3 – 1                   | Еквадор              | Кубок Америки 1999 - 1-й етап    | 1    |          |
| 4-7-1999   | Луке                       | Колумбія          | 3 – 0                   | Аргентина            | Кубок Америки 1999 - 1-й етап    | -    |          |
| 7-7-1999   | Луке                       | Аргентина         | 2 – 0                   | Уругвай              | Кубок Америки 1999 - 1-й етап    | -    |          |
| 11-7-1999  | Сьюдад-дель-Есте           | Бразилія          | 2 – 1                   | Аргентина            | Кубок Америки 1999 - чвертьфінал | -    |          |
| 4-9-1999   | Буенос-Айрес               | Аргентина         | 2 – 0                   | Бразилія             | товариський матч                 | -    |          |
| 7-9-1999   | Порту-Алегрі               | Бразилія          | 4 – 2                   | Аргентина            | товариський матч                 | -    |          |
| 13-10-1999 | Кордова                    | Аргентина         | 2 – 1                   | Колумбія             | товариський матч                 | -    |          |
| 17-11-1999 | Севілья                    | Іспанія           | 0 – 2                   | Аргентина            | товариський матч                 | -    |          |
| 23-2-2000  | Лондон                     | Англія            | 0 – 0                   | Аргентина            | товариський матч                 | -    |          |
| 29-3-2000  | Буенос-Айрес               | Аргентина         | 4 – 1                   | Чилі                 | Відбір до ЧС 2002                | -    |          |
| 26-4-2000  | Маракайбо                  | Венесуела         | 0 – 4                   | Аргентина            | Відбір до ЧС 2002                | -    |          |
| 4-6-2000   | Буенос-Айрес               | Аргентина         | 1 – 0                   | Болівія              | Відбір до ЧС 2002                | -    |          |
| 29-6-2000  | Богота                     | Колумбія          | 1 – 3                   | Аргентина            | Відбір до ЧС 2002                | -    |          |
| 19-7-2000  | Буенос-Айрес               | Аргентина         | 2 – 0                   | Еквадор              | Відбір до ЧС 2002                | -    |          |
| 26-7-2000  | Сан-Паулу                  | Бразилія          | 3 – 1                   | Аргентина            | Відбір до ЧС 2002                | -    |          |
| 16-8-2000  | Буенос-Айрес               | Аргентина         | 1 – 1                   | Парагвай             | Відбір до ЧС 2002                | -    |          |
| 3-9-2000   | Ліма                       | Перу              | 1 – 2                   | Аргентина            | Відбір до ЧС 2002                | -    |          |
| 8-10-2000  | Буенос-Айрес               | Аргентина         | 2 – 1                   | Уругвай              | Відбір до ЧС 2002                | -    |          |
| 20-12-2000 | Лос-Анджелес               | Аргентина         | 2 – 0                   | Мексика              | товариський матч                 | -    |          |
| 28-2-2001  | Рим                        | Італія            | 1 – 2                   | Аргентина            | товариський матч                 | -    |          |
| 28-3-2001  | Буенос-Айрес               | Аргентина         | 5 – 0                   | Венесуела            | Відбір до ЧС 2002                | -    |          |
| 25-4-2001  | Ла-Пас                     | Болівія           | 3 – 3                   | Аргентина            | Відбір до ЧС 2002                | -    |          |
| 3-6-2001   | Буенос-Айрес               | Аргентина         | 3 – 0                   | Колумбія             | Відбір до ЧС 2002                | -    |          |
| 15-8-2001  | Кіто                       | Еквадор           | 2 – 0                   | Аргентина            | Відбір до ЧС 2002                | -    |          |
| 5-9-2001   | Буенос-Айрес               | Аргентина         | 2 – 1                   | Бразилія             | Відбір до ЧС 2002                | -    |          |
| 2-6-2002   | Касіма (Ібаракі)           | Аргентина         | 1 – 0                   | Нігерія              | ЧС 2002 - 1-й етап               | -    |          |
| 7-6-2002   | Саппоро                    | Аргентина         | 0 – 1                   | Англія               | ЧС 2002 - 1-й етап               | -    |          |
| Усього     |                            | Матчів (5 місце)  | 106                     |                      | Голів                            | 11   |          |

## Досягнення
| «Атлетіко» - Чемпіон Іспанії: 1995–96 - Володар Кубка Іспанії: 1995–96 «Лаціо» - Чемпіон Італії: 1999–00 - Володар Кубка Італії: 1999–00 - Володар Суперкубка Італії: 2000 - Володар Суперкубка УЄФА: 1999 «Інтернаціонале» - Володар Кубка УЄФА: 1997–98 Збірна Аргентини - Володар Кубка Америки: 1991, 1993 - Володар Кубка конфедерацій: 1992 - Срібний олімпійський призер: 1996 - Володар Кубка Артеміо Франкі: 1993 | «Естудьянтес» - Чемпіон Аргентини: 2006–07 «Рівер Плейт» - Чемпіон Аргентини: 2007–08 «Атлетіко» - Чемпіон Іспанії: 2013–14, 2020–21 - Володар Кубка Іспанії: 2012–13 - Володар Суперкубка Іспанії: 2014 - Володар Ліги Європи УЄФА: 2011–12, 2017–18 - Володар Суперкубка УЄФА: 2012, 2018 |